# Jurinella rufiventris
Jurinella rufiventris là một loài ruồi trong họ Tachinidae.